# Újítsuk meg Európát
Az Újítsuk meg Európát (angolul: Renew Europe) a 2019-ben megválasztott 9. Európai Parlament 3. legnagyobb frakciója.  A parlamenti csoport a 2004–2019 között működött ALDE csoport utódja.

## Története
A 2019-es európai parlamenti választás kampányában, az európai listavezetők nyilvános vitájában 2019 májusában jelentette be Guy Verhofstadt, az ALDE csoport listavezetője, hogy a választásokat követően az ALDE csoport megszűnik, és a csoport pártjai  további Európa-párti pártokkal együtt új parlamenti csoportot, frakciót hoznak létre. Az így megalakult pártcsoporthoz csatlakoztak a román Mentsétek meg Romániát Szövetség és Szabadság, Egység és Szolidaritás pártok, valamint az Emmanuel Macron vezette francia En Marche.
Az így összeállt frakció 2019. június 12-én hivatalosan létrejött, Renew Europe (Újítsuk meg Európát) néven.

## Tagok

### 10. Európai Parlament (2024–2029)
| Ország        | Párt                                      | Európai Párt | Képviselők száma |
| ------------- | ----------------------------------------- | ------------ | ---------------- |
| Ausztria      | NEOS – Az Új Ausztria és Liberális Fórum  | ALDE         | 2 / 20           |
| Belgium       | Nyitott Flamand Liberálisok és Demokraták | ALDE         | 1 / 22           |
| Belgium       | Mouvement Réformateur                     | ALDE         | 3 / 22           |
| Belgium       | Az Elkötelezettek                         | EDP          | 1 / 22           |
| Bulgária      | Mozgalom a Jogokért és Szabadságokért     | ALDE         | 3 / 17           |
| Bulgária      | Folytatjuk a Változást                    | Nincs        | 3 / 17           |
| Dánia         | Venstre                                   | ALDE         | 2 / 15           |
| Dánia         | Dán Szociálliberális Párt                 | ALDE         | 1 / 15           |
| Dánia         | Mérsékeltek                               | Nincs        | 1 / 15           |
| Észtország    | Észt Centrumpárt                          | ALDE         | 1 / 7            |
| Észtország    | Észt Reformpárt                           | ALDE         | 1 / 7            |
| Finnország    | Centrumpárt                               | ALDE         | 2 / 15           |
| Finnország    | Finnországi Svéd Néppárt                  | ALDE         | 1 / 15           |
| Franciaország | Reneszánsz                                | Nincs        | 6 / 81           |
| Franciaország | Demokratikus Mozgalom                     | EDP          | 3 / 81           |
| Franciaország | Horizontok                                | Nincs        | 2 / 81           |
| Franciaország | Demokraták és Függetlenek Uniója          | ALDE         | 1 / 81           |
| Franciaország | Olaszország Él                            | EDP          | 1 / 81           |
| Hollandia     | Néppárt a Szabadságért és Demokráciáért   | ALDE         | 4 / 31           |
| Hollandia     | 66-os Demokraták                          | ALDE         | 3 / 31           |
| Írország      | Fianna Fáil                               | ALDE         | 4 / 14           |
| Írország      | Független Írország                        | EDP          | 1 / 14           |
| Írország      | Michael McNamara (független)              | Független    | 1 / 14           |
| Lengyelország | Lengyelország 2050                        | Nincs        | 1 / 53           |
| Lettország    | Haladásért                                | ALDE         | 1 / 9            |
| Litvánia      | Liberális Mozgalom                        | ALDE         | 1 / 11           |
| Litvánia      | Szabadság Párt                            | ALDE         | 1 / 11           |
| Luxemburg     | Demokrata Párt                            | ALDE         | 1 / 6            |
| Németország   | Német Szabaddemokrata Párt                | ALDE         | 5 / 96           |
| Németország   | Szabad Választók Párt                     | EDP          | 3 / 96           |
| Portugália    | Liberális Kezdeményezés                   | ALDE         | 2 / 21           |
| Románia       | Mentsétek meg Romániát Szövetség          | ALDE         | 2 / 33           |
| Románia       | Népi Mozgalom Párt                        | EPP          | 1 / 33           |
| Spanyolország | Baszk Nacionalista Párt                   | EDP          | 1 / 61           |
| Svédország    | Centrum Párt                              | ALDE         | 2 / 21           |
| Svédország    | Liberálisok                               | ALDE         | 1 / 21           |
| Szlovákia     | Progresszív Szlovákia                     | ALDE         | 6 / 15           |
| Szlovénia     | Szabadság Mozgalom                        | Nincs        | 2 / 9            |
| Európai Unió  | Összesen                                  | Összesen     | 77 / 720         |

### 9. Európai Parlament (2019–2024)
| Ország        | Párt                                      | Európai Párt | Képviselők száma |
| ------------- | ----------------------------------------- | ------------ | ---------------- |
| Ausztria      | NEOS – Az Új Ausztria és Liberális Fórum  | ALDE         | 1 / 19           |
| Belgium       | Nyitott Flamand Liberálisok és Demokraták | ALDE         | 2 / 21           |
| Belgium       | Mouvement Réformateur                     | ALDE         | 2 / 21           |
| Bulgária      | Mozgalom a Jogokért és Szabadságokért     | ALDE         | 3 / 17           |
| Csehország    | ANO 2011                                  | ALDE         | 5 / 21           |
| Dánia         | Venstre                                   | ALDE         | 3 / 14           |
| Dánia         | Dán Szociálliberális Párt                 | ALDE         | 1 / 14           |
| Dánia         | Mérsékeltek                               | Nincs        | 1 / 14           |
| Dánia         | Karen Melchior (független)                | Független    | 1 / 14           |
| Észtország    | Észt Centrumpárt                          | ALDE         | 1 / 7            |
| Észtország    | Észt Reformpárt                           | ALDE         | 1 / 7            |
| Finnország    | Centrumpárt                               | ALDE         | 2 / 14           |
| Finnország    | Finnországi Svéd Néppárt                  | ALDE         | 1 / 14           |
| Franciaország | Reneszánsz                                | Nincs        | 13 / 79          |
| Franciaország | Demokratikus Mozgalom                     | EDP          | 6 / 79           |
| Franciaország | Radikális Párt                            | ALDE         | 1 / 79           |
| Franciaország | Horizontok                                | Nincs        | 1 / 79           |
| Franciaország | Cap Écologie                              | Nincs        | 1 / 79           |
| Franciaország | Jérémy Decerle (független)                | Független    | 1 / 79           |
| Görögország   | Jórgosz Kúrtszosz (független)             | Független    | 1 / 21           |
| Hollandia     | Néppárt a Szabadságért és Demokráciáért   | ALDE         | 5 / 29           |
| Hollandia     | 66-os Demokraták                          | ALDE         | 1 / 29           |
| Horvátország  | Isztriai Demokratikus Gyűlés              | ALDE         | 1 / 12           |
| Írország      | Fianna Fáil                               | ALDE         | 2 / 13           |
| Lettország    | Haladásért                                | ALDE         | 1 / 8            |
| Litvánia      | Liberális Mozgalom                        | ALDE         | 1 / 11           |
| Luxemburg     | Demokrata Párt                            | ALDE         | 1 / 6            |
| Magyarország  | Momentum Mozgalom                         | ALDE         | 2 / 21           |
| Németország   | Német Szabaddemokrata Párt                | ALDE         | 5 / 96           |
| Németország   | Szabad Választók Párt                     | EDP          | 2 / 96           |
| Románia       | Újítsuk meg Románia Európai Projektjét    | Nincs        | 5 / 33           |
| Románia       | Mentsétek meg Romániát Szövetség          | ALDE         | 2 / 33           |
| Spanyolország | Polgárok – A Polgárság Pártja             | ALDE         | 7 / 59           |
| Spanyolország | Baszk Nacionalista Párt                   | EDP          | 1 / 59           |
| Spanyolország | Javier Nart (független)                   | Független    | 1 / 59           |
| Svédország    | Liberálisok                               | ALDE         | 2 / 20           |
| Svédország    | Centrum Párt                              | ALDE         | 2 / 20           |
| Szlovákia     | Progresszív Szlovákia                     | ALDE         | 3 / 14           |
| Szlovákia     | Alma                                      | Nincs        | 1 / 14           |
| Szlovénia     | Szabadság Mozgalom                        | Nincs        | 1 / 8            |
| Szlovénia     | Szlovén Zöldek                            | Nincs        | 1 / 8            |
| Európai Unió  | Összesen                                  | Összesen     | 110 / 751        |

#### Korábbi tagok
- A Liberális Demokraták és a Szövetségi Párt Egyesült Királyságbeli EP-képviselői 2020. január 31-én de facto kiléptek a képviselőcsoportból, amikor az Egyesült Királyság kilépett az EU-ból.

| Ország             | Párt                 | Európai Párt | Képviselők száma |
| ------------------ | -------------------- | ------------ | ---------------- |
| Egyesült Királyság | Liberális Demokraták | ALDE         | 16 / 70          |
| Egyesült Királyság | Szövetség            | ALDE         | 1 / 70           |